# فلاديمير كراسنوف
فلاديمير كراسنوف (بالروسية: Краснов, Владимир Александрович) مواليد 19 أغسطس 1990 في براتسك، هو عداء روسي متخصص في الجري السريع. مثل بلاده في الأولمبياد.

## سجل المنافسة
| العام      | المسابقة                                    | المكان           | المركز     | حدث             | ملاحظة     |
| يمثل روسيا | يمثل روسيا                                  | يمثل روسيا       | يمثل روسيا | يمثل روسيا      | يمثل روسيا |
| ---------- | ------------------------------------------- | ---------------- | ---------- | --------------- | ---------- |
| 2007       | بطولة العالم للشباب لألعاب القوى 2007       | أوسترافا، التشيك | 3          | 400 م           | 47.03      |
| 2008       | بطولة العالم للناشئين لألعاب القوى 2008     | بيدغوشتش، بولندا | 12         | 400m            | 47.38      |
| 2010       | بطولة أوروبا للفرق 2010                     | برغن، النرويج    | 3          | 400 م           | 45.74      |
| 2010       | بطولة أوروبا للفرق 2010                     | برغن، النرويج    | 1          | 4 x 400 م تتابع | 3:01.72    |
| 2010       | بطولة أوروبا لألعاب القوى 2010              | برشلونة، إسبانيا | 4          | 400 م           | 45.24      |
| 2010       | بطولة أوروبا لألعاب القوى 2010              | برشلونة، إسبانيا | 1          | 4 x 400 م تتابع | 3:02.14    |
| 2011       | بطولة أوروبا لألعاب القوى تحت 23 سنة 2011   | أوسترافا، التشيك | 4          | 400m            | 46.29      |
| 2011       | بطولة أوروبا لألعاب القوى تحت 23 سنة 2011   | أوسترافا، التشيك | 3          | 4x400م تتابع    | 3:04.01    |
| 2013       | بطولة أوروبا لألعاب القوى داخل الصالات 2013 | غوتنبرغ، السويد  | 2          | 4 x 400 م تتابع | 3:06.96    |
| 2013       | ألعاب جامعية صيفية 2013                     | قازان، روسيا     | 1          | 400 م           | 45.49      |
| 2013       | ألعاب جامعية صيفية 2013                     | قازان، روسيا     | 1          | 4 x 400 م تتابع | 3:03.70    |
| 2013       | بطولة العالم لألعاب القوى 2013              | موسكو، روسيا     | 25         | 400 م           | 46.23      |
| 2013       | بطولة العالم لألعاب القوى 2013              | موسكو، روسيا     | 3          | 4 x 400 م تتابع | 2:59.90    |
| 2014       | بطولة العالم لألعاب القوى داخل الصالات 2014 | سوبوت            | 5          | 4 x 400 م تتابع | 3:07.12    |
| 2014       | بطولة أوروبا لألعاب القوى 2014              | زيورخ            | 2          | 4 x 400 م تتابع | 2:59.38    |

## روابط خارجية
- فلاديمير كراسنوف على موقع الاتحاد الدولي لألعاب القوى (الإنجليزية)
- فلاديمير كراسنوف على موقع أوليمبيديا (الإنجليزية)